# 高城順子
高城 順子（たかぎ じゅんこ、1947年1月25日 - ）は、日本の料理研究家。栄養士。大阪府出身。有限会社タカギ代表。

## 人物・来歴
大阪府に生まれ、名古屋で育つ。女子栄養短期大学食物栄養科卒業後、世界各地のレストランや料理教室などを訪ね、調理法と味覚に関する研究を行う。和・洋・中の専門家（東畑朝子・木村春子・川上のぶ）に師事した後、料理教室の講師を経てフリーになる。その後は「臨機応変に、材料がなければないで工夫する」をモットーに、旬の食材を使って、形式にとらわれずシンプルで手軽に作れる本格的な料理のレシピを考案し紹介している。栄養学に基づいた身近な材料を用いたおかずは、誰にでも作れる美味しいレシピとして定評がある。ちなみに自身が元気でいられる秘訣は、無理な運動や食事制限はせず、「春は苦い芽などを食べて、冬にたまった脂肪や老廃物を出す」など、シンプルな食養生を実践することだという。
テレビの料理番組にも多く出演しており、 CBCテレビ「キユーピー3分クッキング」ではレギュラー講師を務め、 NHK教育「きょうの料理」には不定期で複数回に亘って出演している。また、同じNHK教育「きょうの料理ビギナーズ」では本人の出演はないが、料理の監修を務めることもある。フジテレビ系「バイキング」内のコーナー「生中継！サンドウィッチマンの日本全国地引網クッキング」には、2014年から2015年にかけて出演した。
料理に関する著書も多数執筆しており、料理雑誌「栄養と料理」では、1986年から1998年までの長期に亘って、断続的ではあるが連載が続いた。また、日本海水のサイトでは「塩が決め手のかんたんレシピ」をテーマに簡単で美味しい家庭料理のレシピが数多く紹介され、オレンジページnetにも多くのレシピが掲載されている。ほか、講演会や雑誌のインタビューに応じるなど幅広く活動している。

## 番組出演
- CBCテレビ「キユーピー3分クッキング」（2002年10月から2006年9月までレギュラー講師として出演[13]）
- テレビ東京「女子アナクッキング〜教えて!料理のアナとツボ〜」（2006年10月から2007年3月まで講師として出演[4]）
- フジテレビ「バイキング」のコーナー「生中継！サンドウィッチマンの日本全国地引網クッキング」講師（2014年 - 2015年）
- NHK教育「きょうの料理」講師（不定期出演）
- NHK総合「あさイチ」の料理コーナー「みんな!ゴハンだよ」講師（不定期出演）

## 書籍
- 「なんでも卵料理」（文化出版局　1985年3月） ISBN 9784579201877
- 「ごちそうどんぶり」（文化出版局　1986年2月） ISBN 9784579202348
- 「きぶんはコックさん」（学校図書　1993年12月） ISBN 9784762500978
- 「ごまめの歯ぎしり」（新風書房　1996年3月） ISBN 9784882693321
- 「高城順子の果実酒・ジャム・ピクルス」（NHK出版　1997年4月）ISBN 9784141875277
- 「フライパン一つでお料理入門」（文化出版局　1997年5月）ISBN 9784579071012
- 「おかずいらずの炊きこみ・チャーハン・丼もの」（主婦の友社　1997年9月）ISBN 9784072226636
- 「健康家族の元気おかず」（小学館　1997年11月）ISBN 9784091033499
- 「たっぷり食べる野菜料理レシピ」（グラフ社　1998年4月）ISBN 9784766204742
- 「おいしさビックリ電子レンジ料理」（グラフ社　1999年4月）ISBN 9784766205213
- 「電子レンジ…だからおいしい！」（小学館　1999年10月）ISBN 9784091034632
- 「煮もの蒸しもの鍋ものレシピ120品」（グラフ社　1999年11月）ISBN 9784766205497
- 「料理基本のきほん」（婦人生活社　2000年12月）ISBN 9784574803854
- 「豆腐の満点おかず」（世界文化社　2002年4月）ISBN 9784418021185
- 「豆腐がいちばん」（日本文芸社　2002年10月）ISBN 9784537201673
- 「おいしい中華」（永岡書店　2003年10月）ISBN 9784522421437
- 「人気料理の足し算・引き算」（NHK出版　2004年3月）ISBN 9784144081217
- 「IHクッキングヒーター満点レシピ」（扶桑社　2006年09月）ISBN 9784594052164
- 「10分ごはん」（西東社　2007年6月）ISBN 9784791614677
- 「肉・魚料理のABC教えます」（高木ハツ江・高城順子）（NHK出版　2008年3月）ISBN 9784141870159
- 「ジャム・果実酒・ピクルス」（NHK出版　2008年5月）ISBN 9784140112458
- 「麺＆ご飯もののABC教えます」（高木ハツ江・高城順子）（NHK出版　2009年1月）ISBN 9784141870326
- 「野菜料理のABC教えます」（高木ハツ江・高城順子）（NHK出版　2010年2月）ISBN 9784141870609
- 「シニアのラクラク１人分健康ごはん」（学研パブリッシング　2014年11月）ISBN 9784058003930
- 「最新版シニアのラクラク１人分健康ごはん」（Gakken　2020年5月）ISBN 9784058011652